# Angraecum sesquipedale
Angraecum sesquipedale Thouars, (també anomenada l'orquídia de Darwin, orquídia de Nadal o estrella de Betlem), és una espècie d'orquídia epífita originària de Madagascar. Va ser descoberta pel botànic Louis-Marie Aubert du Petit-Thouars el 1822.

## Morfologia
Té un creixement monopòdic. Es troba, més o menys inclinada, sobre els troncs dels arbres.
Les flors tenen forma d'estrella i s'agrupen en inflorescències que sorgeixen de la tija entre juny i novembre en l'estat silvestre. Quan la flor s'obre té un to verdós que finalment es torna blanc. El detall més significatiu de la flor és el seu llarg esperó de 20 a 35 centímetres des del seu extrem al llavi de la flor. L'epítet específic sesquipedale significa d'un peu i mig en llatí i es refereix al seu llarg esperó. A la base de l'esperó hi ha nèctar. De nit emet un perfum fort. Generalment cada planta produeix 4 flors.
Charles Darwin (1809-1882) va estudiar-ne exemplars portats per l'horticultor, James Bateman. Darwin en el seu llibre de 1862, («La fecundació de les orquídies») va predir que existiria un lepidòpter esfíngid amb una trompa (probòscide) prou llarga per arribar al fons del llarg esperó i xuclar-ne el nèctar

L'any 1903 es va trobar aquest lepidòpter a Madagascar. Va rebre el nom de Xanthopan morganii praedicta. El nom praedicta de la subespècie es refereix a la predicció de Darwin. Cent anys més tard va ser la primera vegada que aquest lepidòpter va ser filmat en acció.

## Hàbitat
És endèmica de Madagascar. Es troba generalment a menys de 100 m d'altitud i prop de la vora del mar, en llocs de clima càlid i plujós durant tot l'any.

## Cultiu
A. sesquipedale es cultiva rarament, la primera vegada que es va cultivar va ser l'any 1855 a la Gran Bretanya i va fer les primeres flors el 1857. Necessita calor i molta llum. Les rels són molt delicades.

## Varietats
- Angraecum sesquipedale var. angustifolium Bosser i Morat (1972).
- Angraecum sesquipedale var. sesquipedale.

## Sinònims
- Aeranthes sesquipedalis (Thouars) Lindl. 1824
- Aeranthus sesquipedalis (Thouars) Lindl.
- Angorchis sesquipedale (Thouars) Kuntze 1891
- Angraecum bosseri Senghas 1973
- Angraecum sesquipedale var. angustifolium Bosser i Morat 1972
- Macroplectrum sesquipedale (Thouv.) Rolfe
- Macroplectrum sesquipedale (Thouv.) Pfitzer 1889
- Mystacidium sesquipedale Rolfe 1904[1]